# マイケル・オーシエロ
マイケル・オーシエロ（Michael Ausiello: [ˌɔːsiˈɛloʊ]、1972年2月23日生まれ）は、アメリカ合衆国のテレビ業界ジャーナリスト、俳優。ニューヨーク市に在住。
アメリカ版『TVガイド』誌およびTVGuide.comのシニアライターを務めていたが、2008年5月28日をもって辞職し、『エンターテインメント・ウィークリー』誌（通称”EW”）に移行。同7月2日、EW.comのブログ『Ausiello Files』に初投稿した。
2010年10月4日、EWを去る旨を発表。ジェイ・ペンスキー運営のMail.com Mediaに参加し、新たなテレビ関連サイトTVLine.comを立ち上げた。

## 来歴
ニュージャージー州ロセルパークで育った。南カリフォルニア大学を卒業。
『Soaps In Depth』誌でシニアニュースエディターを3年間務め、『エンターテイメント・トゥナイト』の広報担当を経て、週刊『TVガイド』誌に参加した。
『TVガイド』誌では2本のコラムを担当。そのうちの1つ、『The Ausiello Report』では、テレビ番組、スタッフ、キャストに関するプレスリリースや先取り情報を取り上げた。週刊誌という性質上、同コラムは週1回の印刷記事だったが、やがてオンラインのブログに発展し、頻繁に更新されるようになった。もう1つの『Ask Ausiello』はオンライン（TVGuide.com）のみで展開され、毎週、読者から寄せられた質問EメールにQ&A形式で答えるというコラムだった。また、TVGuide.comでは『TV Guide Talk』と呼ばれる週1回のポッドキャストにも参加。さらにTV Guide Channelの番組『The 411』の中の『The Big Five』という5分間コーナーで毎週、エンタテインメント界のトップ5ストーリーを取り上げた。なお、『The Ausiello Report』のボッドキャスト版もあった。
マイケル・オーシエロは、『TVガイド』在籍中から他社のメディアにも登場し、コメントを提供している。『トゥデイ』『グッド・モーニング・アメリカ』『Fox & Friends』『American Morning』『Inside Edition』『Extra』『Access Hollywood』『エンターテイメント・トゥナイト』などといったテレビのニュース・バラエティ番組の他、シリアス衛星ラジオ局の朝の聴取者参加型番組『OutQ in the Morning』（Ch.109）にも定期的にゲストで登場し、リスナーを相手にテレビ番組、人気スター、ストーリー展開、スクープ、ネタバレなどについて話す。
数多くの俳優やプロデューサーにコネがあり、その中の1人であるエイミー・シャーマン＝パラディーノ製作による『ギルモア・ガールズ』の他、『ヴェロニカ・マーズ』や『Scrubs〜恋のお騒がせ病棟』にもカメオ出演したことがある。
オーシエロは、クリスティン・ドス・サントス（E!Onlineのコラムニスト）や、マット・ミトヴィッチ（『TVガイド』のコラムニスト）とは、フレネミー同士だとされる。
オーシエロは、「ペスクタリアン」ないし「ペスコ・ベジタリアン」である。